# Berchères-sur-Vesgre
Berchères-sur-Vesgre é uma comuna francesa na região administrativa do Centro, no departamento Eure-et-Loir. Estende-se por uma área de 12 km². Em 2010 a comuna tinha 869 habitantes (densidade: 72,4 hab./km²).